# كريستوف كارلسون
كريستوف كارلسون (بالسويدية: Christoffer Carlsson)‏ (15 يناير 1989 بفالكنبرغ في السويد - ) هو لاعب كرة قدم سويدي في مركز الوسط. شارك مع منتخب السويد تحت 17 سنة لكرة القدم ومنتخب السويد تحت 19 سنة لكرة القدم. أما مع النوادي، فقد لعب مع نادي هاماربي لكرة القدم ونادي فالكنبرغ وStafsinge IF ‏ ونادي لاندسكرونا ‏.

## وصلات خارجية
- كريستوف كارلسون على موقع اتحاد السويد (السويدية)
- كريستوف كارلسون على موقع قاعدة بيانات كرة القدم.إي يو (الإنجليزية)
- كريستوف كارلسون على موقع Soccerway.com (الإنجليزية)